# نيكولو تسوكي
كان نيكولو تسوكي (6 ديسمبر عام 1586 - 21 مايو عام 1670) راهبًا يسوعيًا وعالم فلك وفيزيائي إيطالي.
يحتمل أنه كان أول عالم فلك يرى أحزمة كوكب المشتري (في يوم 17 مايو عام 1630)، وأبلغ عن وجود بقع على كوكب المريخ في عام 1640.
وصف في كتابه الذي حمل عنوان «الفلسفة البصرية المبنية على التجارب والتعليل» الذي نشر خلال الفترة الممتدة من عام 1652 حتى عام 1656 تجاربه التي أجراها باستعمال مرآة منحنية بدلًا من عدسة التلسكوب الشيئية في عام 1616، والتي قد تمثل أقدم وصف معروف لتلسكوب عاكس. كذلك استعرض في كتابه دليلًا على توليد المواد الفوسفورية للضوء عوضًا عن تخزينها له. كذلك نشر عملين آخرين عن علم الميكانيكا والآلات.

## السيرة الشخصية
كان ترتيب نيكولو تسوكي الرابع بين ثمانية أطفال، والذين ولدوا في كنف عائلة نبيلة لبيير تسوكي وفرانسوا جانده ماري. دخلت ثلاث من شقيقاته السلك الرهباني، في حين أصبح ثلاثة من إخوته رهبانًا يسوعيين، وأضحى أخوه الآخر كاهنًا علمانيًا.

### الرهبنة اليسوعية
درس نيكولو فن البلاغة في مدينة بياتشنزا، ودرس الفلسفة وعلم اللاهوت في مدينة بارما. فرغ من دراسته في سن السادسة عشر، ملتحقًا بالسلك الرهباني اليسوعي في مدينة بادوفا بتاريخ 28 أكتوبر عام 1602، والذي ظل فيه لبقية حياته.
اشتغل تسوكي في تدريس الرياضيات والبلاغة واللاهوت كأستاذ في الكلية الرومانية، ومن ثم عينه الكاردينال أليساندرو أورسيني عميدًا للكلية اليسوعية الجديدة في مدينة رافينا. عمل لاحقًا كواعظ رسولي لمدة نحو سبع سنوات، وهو المنصب الذي أشير إليه بمسمى «واعظ البابا» في أغلب الأحيان. أخذه دوق بارما رانوتشيو الثاني فارنيزي تحت جناحه. كرس تسوكي كتاب «فلسفة الآلات الجديدة» له في عام 1642. كذلك كرس كتابه «الفلسفة البصرية» لأرشيدوق النمسا ليوبولد في عام 1652. كان في أواخر عمره مسؤولًا عن الدار اليسوعية في روما.

## مسيرته كعالم
نشر نيكولو تسوكي العديد من الكتب عن العلوم، ومن جملتها عملين عن «فلسفة الآلات» (تحليلات الميكانيكا) في عام 1646 وعام 1649، وكتاب «الفلسفة البصرية» في عام 1652. كذلك ألف كتاب «البصريات الساكنة» غير المنشور والذي لم ينجو. شملت بعض الموضوعات الذي كتب عنها تسوكي المغناطيسية ومقاييس الضغط الجوي (نافيًا وجود الفراغ)، وأثبت أن المواد الفوسفورية تولد الضوء عوضًا عن تخزينها له. كذلك أكد أن كوكب الزهرة الذي يمثل الجمال كان أقرب إلى الشمس من كوكب عطارد (الذي يمثل المهارة).

### مسيرته كعالم فلك
كان تسوكي عضوًا في الوفد البابوي الذي أرسِل إلى بلاط فرديناند الثاني في عام 1623، وهناك التقى بالرياضي وعالم الفلك الألماني يوهانس كيبلر.
عزز كيبلر اهتمام تسوكي بعلم الفلك. ظل تسوكي على تراسل مع كيبلر بعد عودته إلى روما. وأعطى كيبلر تلسكوبًا من تصميمه الخاص في إحدى المرات التي كان الأخير يعاني خلالها من ضائقة مالية، وذلك بعدما حثه العالم اليسوعي الأب بول غولدين على ذلك. أتى كيبلر على ذكر هذه الهدية في كتابه «الحلم».
من المحتمل أن يكون تسوكي وزميله اليسوعي دانييلو بارتولي أول من رأى أحزمة كوكب المشتري في يوم 17 مايو عام 1630. كذلك أبلغ عن وجود بقع على سطح المريخ في عام 1640. سميت فوهة تسوكيوس على القمر تكريمًا لنيكولو تسوكي. كتب بارتولي سيرته الشخصية اليسوعية (1682).

### الكتب
- فلسفة الآلات الجديدة (1649)، روما (باللغة اللاتينية)، تولت إيرارا رقمنته
- الفلسفة البصرية المبنية على التجارب والتعليل (1652 - 1656)